# Swieqi
Swieqi [ˈswɪːʔɪ] (oder Is-Swieqi) ist eine Stadt im Nordosten der Insel Malta. Ihr Name rührt von den Bewässerungskanälen her, die das ehemalige Bauernland durchzogen. Mit dem Bus ist die Stadt in 15 Minuten von Sliema aus zu erreichen.
Ihre ruhige, zentrale Lage machte sie zu einer bevorzugten Adresse für die High Society der Insel. Swieqi ist hauptsächlich eine Wohnstadt, obwohl es mittlerweile Betriebe der Informationstechnologie und Schulen für englische Sprache gibt.
Zu Swieqi gehören auch die Orte Ibraġ, Madliena und Teile von St. Andrews. Madliena verdankt ihren Namen der Kapelle der hl. Magdalena, die im 15. Jahrhundert gebaut wurde. Ta' l-Ibraġ ist ein neuer Ortsteil, der im vergangenen Jahrzehnt seine größte Wachstumsrate erreicht hat.
Das Wappen enthält Felsblöcke (malt.: braġġ), Bewässerungskanäle (malt.: swieqi) und das Andreas-Kreuz. Swieqi hat auch seinen eigenen Gemeinderat; seinen Postcode teilte es sich mit San Ġiljan. Sein Gemeindegebiet entstand aus Teilen von San Ġiljan, Birkirkara, San Ġwann und Għargħur. Die Pfarrkirche ist der Unbefleckten Empfängnis der Mutter Gottes geweiht. In Swieqi finden sich nur wenige Orte von archäologischem Interesse, vorwiegend in Madliena: Die Victoria Lines, das Fort Madliena, die Batteria San Giovanni und die Kapelle von Madliena.
Zwischen Swieqi und der sizilianischen Stadt Taormina wurde ein Partnerschaftsabkommen unterzeichnet.

## Söhne und Töchter des Ortes
- Arnold Cassola, heute Generalsekretär der Europäischen Grünen
- Dolores Cristina, z. Z. Erziehungs- und Kulturministerin von Malta
- Joseph Borġ, früherer Minister und Mitglied der Europäischen Kommission für Fischfang

Swieqi war der langjährige Wohnort des Schriftstellers Francis Ebejer, der hier auch 1993 starb.